# 明珠广场站 (合肥市)
明珠廣場站，为中国安徽省合肥市的一座地铁车站，工程站名蓮花路站，位于蓮花路与繁華大道交叉口，为合肥轨道交通7号线和合肥轨道交通9号线的換乘站点。
車站于2024年6月正式命名為明珠廣場站。